# ミヤコ蝶々記念館
ミヤコ蝶々記念館（みやこちょうちょうきねんかん）は、大阪府箕面市桜ヶ丘1-10-43にあった、ミヤコ蝶々を偲ぶ博物館。
自宅を公開する形で2008年5月開館。2010年10月からは2日前までの予約制になった。
2018年6月10日にて入館者の減少、財政困難のため閉館した。
2021年5月1日、跡地に医療法人秀悠会中川クリニックの第二診療所が移転している。

## 公共交通
- 阪急バス「桜ヶ丘」バス停下車、すぐ
- 阪急箕面線 桜井駅 下車、徒歩約12分
- 阪急箕面線 牧落駅 下車、徒歩約15分

## 周辺
- 大丸ピーコック
- 住宅改造博覧会会場跡地
- 箕面川
- 大阪府立渋谷高等学校
- 大阪府立池田高等学校
- 大阪府道9号箕面池田線